# Steve Staunton
Steve Staunton (Drogheda, 1969. január 19. –), ír válogatott labdarúgó, edző.
Az ír válogatott tagjaként részt vett az 1990-es, az 1994-es és a 2002-es világbajnokságon.
Az ír válogatott szövetségi kapitánya volt 2006. január 14. és 2007. október 23. között.

## Sikerei, díjai
Liverpool
- Angol bajnok (1): 1989–90
- Angol kupa (1): 1989–90
- Angol szuperkupa (3): 1988, 1989, 1990

Aston Villa
- Angol ligakupa (2): 1993–94, 1995–96
- Intertotó-kupa (1): 2001